# Historias de la radio
Historias de la radio es una película española cómica dirigida por José Luis Sáenz de Heredia y estrenada en 1955. 

## Argumento
Como homenaje a la importancia de la radio a mediados del siglo XX, se cuentan tres historias que tienen como eje central a los radioyentes: unos  concursantes que por 3.000 pesetas han de llegar al estudio disfrazados de esquimal, un ladrón que contesta a una llamada de teléfono en la casa donde está robando y un maestro de escuela que participa en un concurso para poder sacar dinero para curar a un niño de su pueblo. Las historias se enlazan mediante la historia de amor de un locutor y su prometida y mediante retazos de la vida de personajes reales de la época del film. La cantante de copla Gracia Montes aparece en el film cantando una canción popular de Andalucía: La Romera. Esa cantante se convertiría en el futuro en uno de los pilares fundamentales de la copla y el flamenco de España. Otros famosos de la época que aparecen en la película son el torero Rafael Gómez Ortega 'el Gallo' y el futbolista Luis Molowny. Años después, Sáenz de Heredia dirigiría Historias de la televisión, una suerte de secuela de Historias de la radio ambientada en el medio televisivo. 

### Primera historia
Un patrocinador ofrece 3000 pesetas al primer radioyente que se presente en los estudios disfrazado de esquimal y con un perro. Un inventor (José Isbert) decide presentarse porque necesita el dinero para patentar un invento. En el camino le surgen infinidad de accidentes. Consigue llegar al estudio, pero en segundo lugar. Al ser entrevistado, logra emocionar con sus tribulaciones al presentador (Bobby Deglané). 
En esta historia tiene un pequeño papel Tony Leblanc.

### Segunda historia
Un ladrón (Angel de Andrés) está desvalijando una casa cuando llaman al teléfono. Decide contestar y descubre que será agraciado con un premio si se presenta en el estudio. Pero como él no es la persona que vive en esa casa decide buscar a su víctima, (José María Lado), para proponerle un trato.

### Tercera historia
Un maestro de pueblo (Alberto Romea) se presenta a un concurso de radio porque necesita dinero para llevar a un alumno a una importante operación en el extranjero. El concurso es de preguntas y el maestro las contesta todas hasta la última, cuando los patrocinadores deciden que pierda. Entonces le hacen una pregunta sobre fútbol. 
La plaza donde está el pueblo expectante y sus calles, corresponde a las de La Herguijuela, Ávila.
La resolución de esta tercera historia es antológica.

## Premios
11.ª edición de las Medallas del Círculo de Escritores Cinematográficos
| Categoría                | Nominados                  | Resultado |
| ------------------------ | -------------------------- | --------- |
| Mejor argumento original | José Luis Sáenz de Heredia | Ganador   |

## Localizaciones de rodaje
La película se rodó en Madrid, La Herguijuela (Ávila) y Navarredonda de Gredos.

## Reparto
| Intérprete               | Personaje                        |
| ------------------------ | -------------------------------- |
| Francisco Rabal          | Gabriel                          |
| Margarita Andrey         | Carmen                           |
| José Isbert              | Inventor                         |
| Ángel de Andrés          | Ladrón                           |
| José María Lado          | Don Senen                        |
| Alberto Romea            | Don Anselmo                      |
| Guadalupe Muñoz Sampedro | Esposa de Don Anselmo            |
| Juanjo Menéndez          | Alfredo                          |
| Tony Leblanc             | Chófer de la camioneta           |
| Juan Calvo               | Señor gordo                      |
| Pedro Porcel             | Párroco                          |
| José Luis Ozores         | El cura                          |
| Adrián Ortega            | El alcalde                       |
| José Orjas               | Ayudante del inventor            |
| Teresa del Río           | Empleada                         |
| Nicolás D. Perchicot     | El médico                        |
| Rafael Bardem            | Director de la emisora           |
| Xan das Bolas            | Sargento de la guardia civil     |
| Francisco Bernal         | Concejal                         |
| Alicia Altabella         | Mercedes, compañera de redacción |
| Juan Vázquez             | Señor calvo                      |
| Gustavo Re               | Esquimal                         |
| Félix Briones            | Guardia de la obra               |
| Isabel Pallarés          | Lavandera                        |
| Carlos Acevedo           | Niño                             |
| Antonio Fernández        | Alguacil                         |
| Teófilo Palou            | Viajero que busca taxi           |
| Manuel Guitián           | Triunfador                       |
| Carlos Osorio            | Transeúnte                       |
| Bobby Deglané            | Locutor                          |
| Luis Molowny             | Figura ante el micrófono         |
| Rafael Gómez 'El Gallo'  | Figura ante el micrófono         |
| Gracia Montes            | Cancionista                      |
| Juan Córdoba             | Señor calvo                      |
| José Luis Pecker         | Narrador                         |
| Ana María Saizar         | Carmen                           |